# Pavel Birjukov
Pavel Ivanovič Birjukov (1860 – 1931) è stato un attivista e editore russo, biografo di Lev Tolstoj.

## Biografia
Originario di una nobile famiglia di Kostroma, fu avviato dal padre, generale, alla carriera militare, e diventò ufficiale della Marina Imperiale. Dopo alcune visite a Mosca presso la casa di Lev Tolstoj, rinunciò alla divisa, come Vladimir Čertkov, per dedicarsi all'attivismo tolstoiano. A colpirlo, in particolare, fu l'opera La mia fede, scritta da Tolstoj fra l'inizio del 1883 e il 1884.
Nel novembre del 1884 fondò con Tolstoj e Čertkov la casa editrice Posrednik (L'intermediario) affinché «istruisse il popolo russo». Nel dicembre del 1896, assieme a Čertkov e Trebugov, si recò a San Pietroburgo per chiedere allo zar Nicola II la fine della persecuzione dei doukhobors. I tre attivisti, come risposta alla loro richiesta, furono arrestati e condannati all'esilio. Čertkov riparò in Inghilterra, Birjukov in Svizzera, dopo un periodo di residenza coatta in Curlandia. Giunto in Svizzera nel 1899, vi pubblicò il giornale tolstoiano Svobodnaja Mysl e iniziò a scrivere la biografia del maestro.
Nel 1905, tornato in patria, riorganizzò con Tolstoj e Čertkov (rientrato anche lui dall'esilio) la casa editrice Posrednik. Amico intimo della famiglia di Tolstoj, si stabilì a Jasnaja Poljana e sposò una ragazza del villaggio. Nel 1888 aveva pensato di prendere in moglie Maša, figlia prediletta dello scrittore, ma il matrimonio era saltato anche per l'opposizione della contessa Sonja, che aveva in antipatia i tolstoiani, seppure considerasse Birjukov «uno dei migliori: tranquillo, intelligente».
Dopo la morte del maestro, egli fu in stretto contatto, nel corso della prima guerra mondiale, con Romain Rolland, che incontrò una prima volta nel dicembre del 1915 a Ginevra. Il Premio Nobel francese lo descrisse in questi termini:
(Romain Rolland, Diario degli anni di guerra)
Durante il conflitto mondiale, Birjukov tenne varie conferenze e collaborò con gruppi pacifisti. Nel 1916 difese il tolstoiano Jules Humbert-Droz, condannato perché obiettore di coscienza. Birjukov fu, secondo le parole di Pierre Jean Jouve, «il legame vivente tra la minoranza europea in Svizzera e l'anima di Jasnaja Poljana».

## Opere
La casa editrice Fratelli Treves pubblicò nel 1906, tradotto in italiano da Nina Romanowski, "Leone Tolstoi, sua vita e sue opere: memorie autobiografiche, lettere e materiale biografico fornito da Leone Tolstoi e riordinato da Paolo Biriucof".
Nel 1952 una parte dell'opera di Birjukov è stata ripubblicata, a cura di Edmondo Marcucci per le Edizioni "Alaya", sotto il titolo "Tolstoï e l'oriente: lettere, testimonianze, commenti.
Nel 1987 è comparso, in appendice all'edizione BUR dei Racconti di Sebastopoli, il capitolo "Dalla biografia di Tolstoi, di Pavel Biriukov: Il Danubio e Sebastopoli".
La sua biografia di Tolstoj è stata pubblicata in lingua inglese, in varie edizioni, col titolo The Life of Tolstoy.